# Ораторио
Ораторио (исп. Oratorio) — посёлок в Аргентине.  Входит в состав департамента Санта-Каталина и провинции Жужуй. 
Численность населения — 96 жителей (2010).

## Расположение
Посёлок  расположен в центральной части департамента на берегу одноимённой реки.

## Население
Его население достигало 200 жителей в 1970-х годах, но постепенно сократилось. 

## Экономика
Его жители в основном занимаются разведением лам. 
В посёлке есть школа и медицинский пост.

## Транспорт
- Автомагистрали
- RP64

Расстояние по автодороге:
- до адм.центра департамента Санта-Каталина -21 км
- до адм.центра  провинции Сан-Сальвадор-де-Жужуй - 326 км
- до ближайшего крупного города Ла-Кьяка - 66 км

## Демография
По данным национального института статистики и переписи населения численность населения города составляла:
| Население чел.(1991) | Население чел.(2001) | Население чел.(2010) | мужское чел.(2010) | женское чел.(2010) | Динамика изменения в %/год (2001 → 2010) |
| -------------------- | -------------------- | -------------------- | ------------------ | ------------------ | ---------------------------------------- |
| 115                  | 89                   | 96                   | 45                 | 51                 | ▲0,85%                                   |